# داريو مارزينو
داريو مارزينو (بالألمانية: Dario Marzino) (مواليد 19 سبتمبر 1996) هو لاعب كرة قدم سويسري ، يجيد اللعب في مركز حراسة المرمى ، ويلعب حاليًا لنادي يانغ بويز السويسري.

## روابط خارجية
- داريو مارزينو على موقع الاتحاد الأوربي (الإنجليزية)
- داريو مارزينو على موقع قاعدة بيانات كرة القدم.إي يو (الإنجليزية)
- داريو مارزينو على موقع بيانات كرة القدم. دي إي (الألمانية)
- داريو مارزينو على موقع Soccerway.com (الإنجليزية)
- داريو مارزينو على موقع عالم كرة القدم.نت (الإنجليزية)
- داريو مارزينو على موقع AS.com (الإسبانية)

- Dario Marzino